# Kieth Merrill
Kieth Merrill (Farmington, 22 maggio 1940) è un regista statunitense.
Ha lavorato ad alcune produzioni anche come produttore e regista. È membro della Academy of Motion Picture Arts and Sciences e della Directors Guild of America e ha ricevuto un Academy Award per il documentario  The Great American Cowboy (1973) e la nomination per il documentario Amazon (1997).
E socio fondatore di Odyssey, società pioniera nella produzione di film in formato IMAX e uno dei membri fondatori degli pubblico Audience Alliance Motion Picture Studios (AAMPS), una società impegnata nella produzione di vari film.

## Filmografia
- The Great American Cowboy (1973)
- I tre guerrieri (Three Warriors) (1977)
- Kenny Rogers and the American Cowboy – film TV (1979)
- Take Down (1979)
- Mr. Krueger's Christmas - cortometraggio TV (1980)
- The Cherokee Trail – film TV (1981)
- Disneyland – serie TV, un episodio (1981)
- Harry's War (1981)
- Correva nel vento (Windwalker ) (1981)
- Grand Canyon: The Hidden Secrets - cortometraggio documentario (1984)
- Niagara: Miracles, Myths and Magic - cortometraggio documentario (1986)
- Alamo: The Price of Freedom (1988)
- Legacy(1990)
- Polynesian Odyssey - documentario (1991)
- On the Way Home - cortometraggio (1992)
- The Wild West - miniserie TV documentario (1993)
- Yellowstone - cortometraggio documentario (1994)
- San Francisco: The Movie – cortometraggio (1995)
- Ozarks: Legacy & Legend (1995)
- Valencia, Spain - documentario (1995)
- Zion Canyon: Treasure of the Gods - cortometraggio documentario (1996)
- Witness – cortometraggio (1997)
- Amazon - cortometraggio documentario (1997)
- Olympic Glory - cortometraggio documentario (1999)
- The Testaments: Of One Fold and One Shepherd (2000)
- The 12 Dogs of Christmas (2005)
- 12 Dogs of Christmas: Great Puppy Rescue (2012)